# Lumblija
Lumblija est un gâteau de pâte feuilletée de l'île de Korčula en Croatia.

## Histoire
Lumblija a vu le jour dans le village de Blato et remonte à l'époque de la campagne de Dalmatie quand l'armée de Napoléon  s'est installée sur l'île de Korčula.
Selon l'histoire, un jeune soldat-boulanger de l'armée Napoléenne a rencontré une fille de Blato et devient amoureux d'elle. Quand l'armée a dû quitter l'ile, le soldat a préparé un gâteau et l'a donné à sa bien-aimée en lui disant 'ne m'oublie pas'. L'expression a été déformée en Lumblija et devenue le nom de ce gâteau qu'on prépare jusqu'à aujourd'hui dans le village de Blato.